# Schloss Halbturn
Das Schloss Halbturn ist eine barocke Schlossanlage in Halbturn im burgenländischen Bezirk Neusiedl am See, östlich des Neusiedlersees.

## Geschichte
Das Schloss wurde 1701 bis 1711 von Johann Lucas von Hildebrandt als Jagdschloss für Kaiser Karl VI. erbaut. Unter seiner Tochter Maria Theresia wurde es vom Hofbaumeister Franz Anton Hillebrandt umgebaut und der Sommersitz von Albert von Sachsen-Teschen und Erzherzogin Marie Christine als Statthalter in Ungarn. Aus dieser Zeit stammt auch das anlässlich deren Hochzeit 1765 von Franz Anton Maulbertsch angefertigte Deckenfresko Allegorie der Zeit und des Lichtes.
1945 wurde das Schloss von sowjetischen Besatzungssoldaten geplündert, 1949 brannte es weitgehend ab. Nur der Mittelteil des Hauptgebäudes blieb erhalten; nach und nach erfolgte die Rekonstruktion der Seitenflügel.
Das Schloss kam 1955 als nachgelassenes Erbe von Albrecht von Österreich-Teschen an den Sohn seiner Schwester Maria Alice in den Besitz von Baron Paul Waldbott-Bassenheim. Mit dem erweiterten Betrieb von Weinbau und Kellerei wurde das Weingut Schloss Halbturn etabliert, das seit dem Tod Waldbott-Bassenheims 2008 dessen Neffe und Adoptivsohn Markus Königsegg-Aulendorf mit seiner Gattin Philippa, geborene Waldburg-Zeil-Hohenems bewirtschaftet. Räumlichkeiten im Schloss werden auch als Ausstellungsort und für die Halbturner Schlosskonzerte genutzt. Das Schloss steht unter Denkmalschutz und wird in der Österreichischen Kulturgüterliste geführt.

## Gartenanlage
Die barocke Gestaltung des Parks geht auf die Erbauungsphase Karls VI. um 1737 zurück. Diese blieb bis in das 19. Jahrhundert weitgehend unverändert, erhalten sind davon Reste im Broderieparterre vor der Südfassade. Die heutige Konzeption ist ein Englischer Garten, um 1900 unter Erzherzog Friedrich vom seinerzeitigen Gartendirektor von Schloss Schönbrunn, Anton Umlauft, maßgeblich gestaltet. Der Park gehört zu den bedeutendsten gartenarchitektonischen Denkmalen Österreichs und steht als solcher explizit unter Denkmalschutz (Nr. 3 im Anhang zu § 1 Abs. 12 DMSG).
Am Rand des Parks steht auch die Pfarrkirche Halbturn.

## Galerie

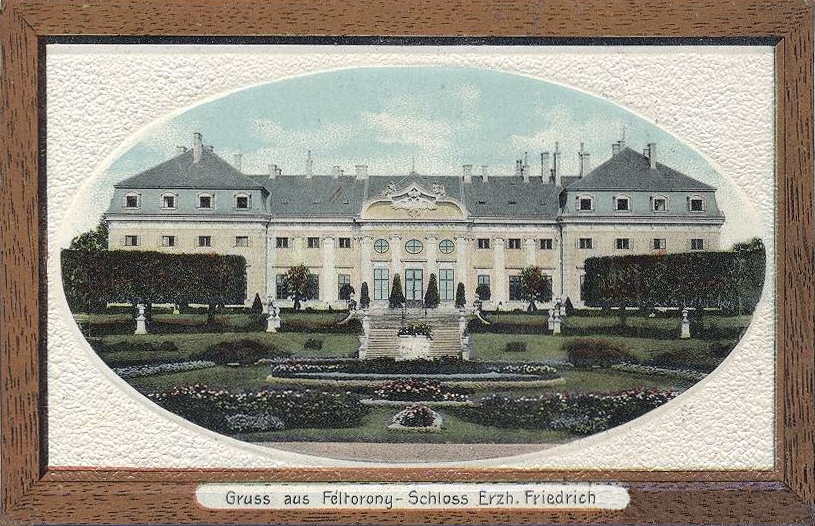
Schloss Halbturn (1905)
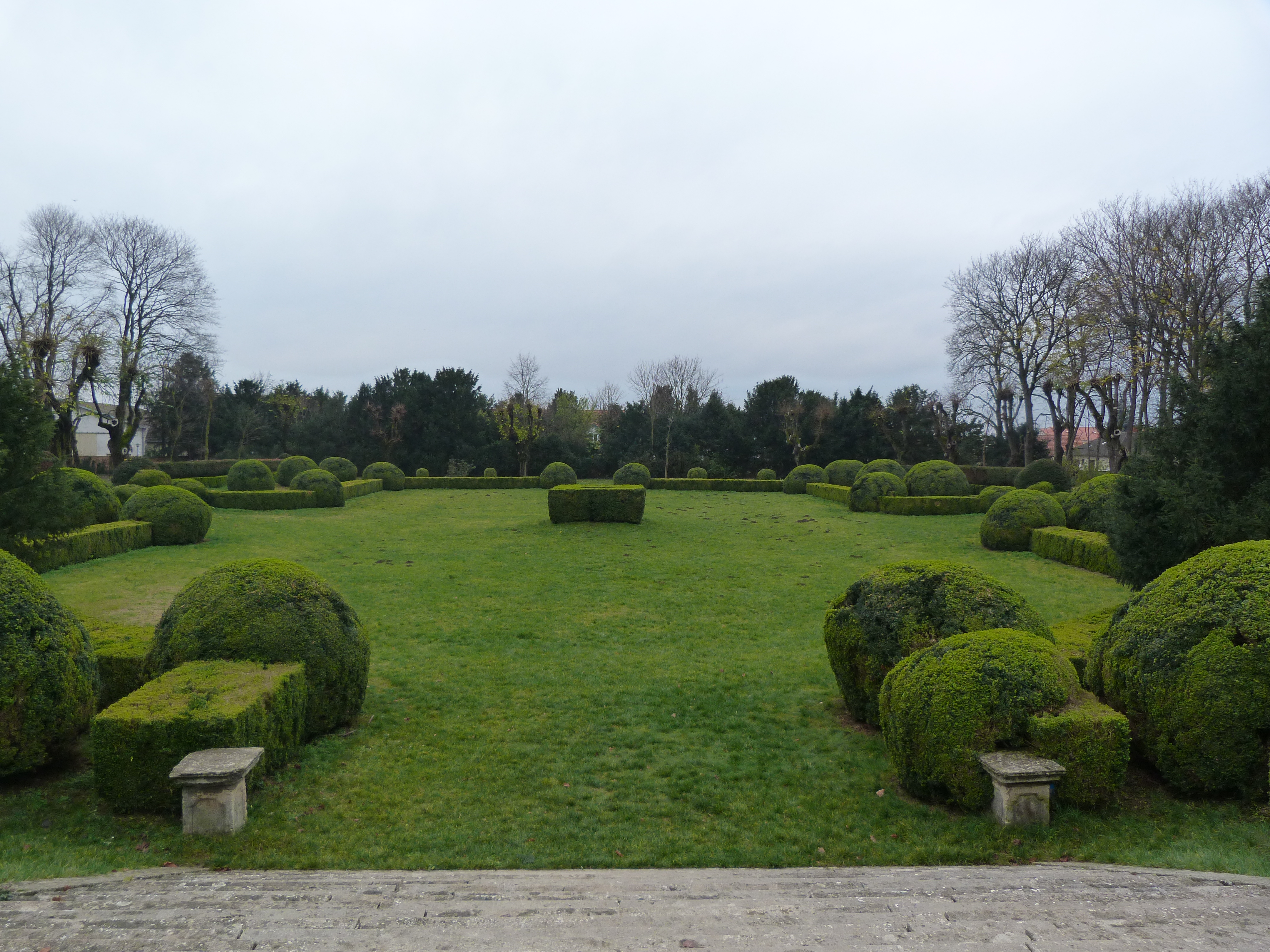
Überrest eines formalen Gartenparterres mit rekonstruierten Hecken
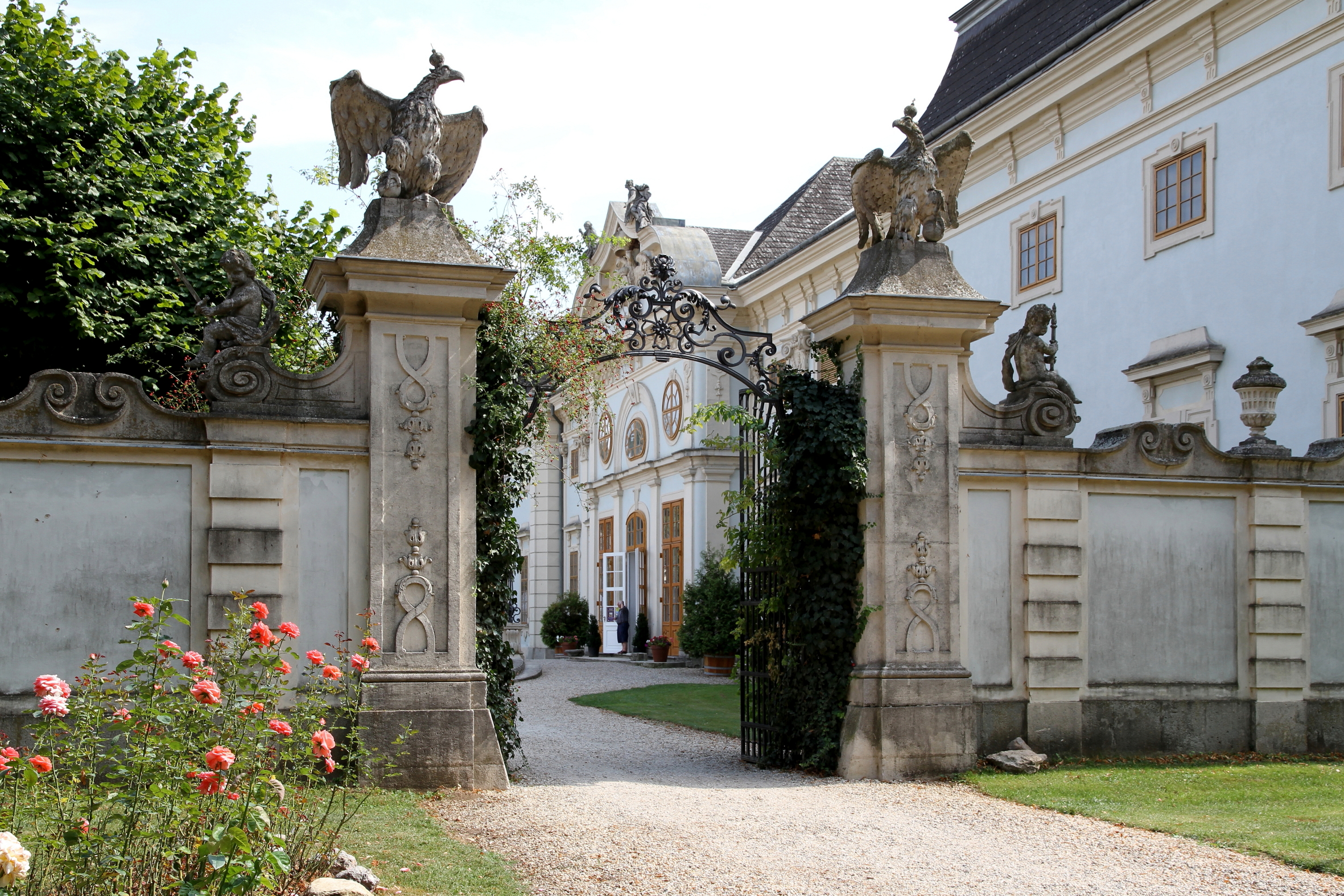
Westliches Einfahrtstor
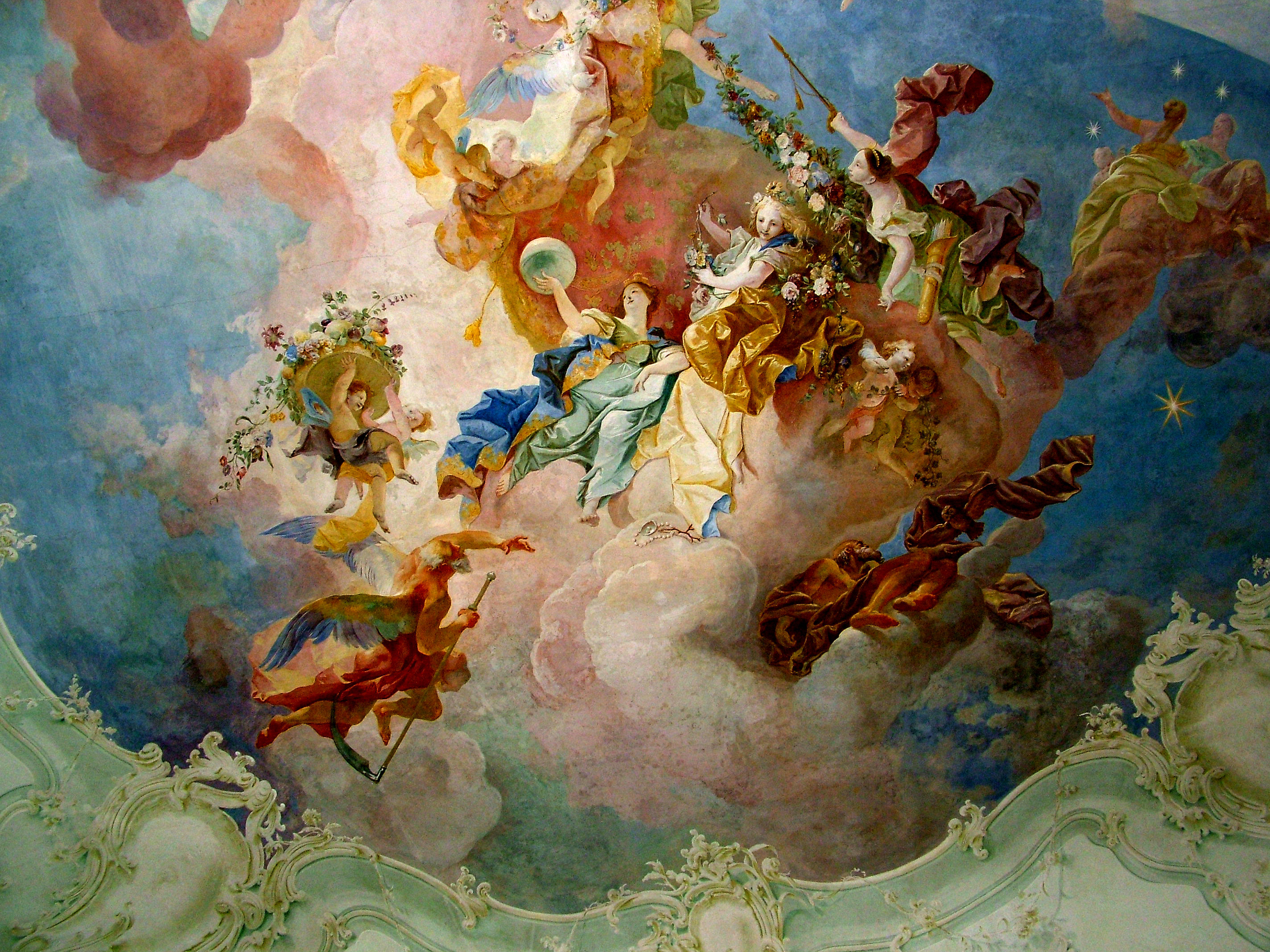
Deckenfresko im Mittelsaal